# اشتباكات سنجار (2022)
اشتباكات سنجار 2022 هي صراع بدأ في 1 مايو 2022، عندما أطلق الجيش العراقي، بدعم من تركيا والحزب الديمقراطي الكردستاني، عملية عسكرية لطرد ميليشيا وحدات مقاومة سنجار (بالكردية: Yekîneyên Berxwedana Şengalê) اختصارًا "YBŞ" التابعة للحشد الشعبي من منطقة سنجار.
اندلعت الاشتباكات بعد رفض وحدات مقاومة سنجار طلب الجيش العراقي بإخلاء نقطة تفتيش في المنطقة، واستمرت الاشتباكات لمدة ساعة تقريبا، مما أدى إلى إصابة مدنيين اثنين ونزوح أكثر من 3000 شخص.